# العلاقات الدومينيكية الليبية
العلاقات الدومينيكية الليبية هي العلاقات الثنائية التي تجمع بين دومينيكا وليبيا.

## مقارنة بين البلدين
هذه مقارنة عامة ومرجعية للدولتين:
| وجه المقارنة                                              | دومينيكا              | ليبيا                                       |
| --------------------------------------------------------- | --------------------- | ------------------------------------------- |
| المساحة (كم2)                                             | 751                   | 1.76 مليون                                  |
| عدد السكان (نسمة)                                         | 73.92 ألف             | 6.37 مليون                                  |
| الكثافة السكانية (ن./كم²)                                 | 9.84 ألف              | 3.62                                        |
| العاصمة                                                   | روسو                  | طرابلس                                      |
| اللغة الرسمية                                             | لغة إنجليزية          | اللغة العربية، اللغة العربية الفصحى الحديثة |
| العملة                                                    | دولار شرق الكاريبي    | دينار ليبي                                  |
| الناتج المحلي الإجمالي (بليون دولار)                      | 562.54 مليون          | 50.98 مليار                                 |
| الناتج المحلي الإجمالي (تعادل القوة الشرائية) بليون دولار | 789.63 مليون          | 69.32 مليار                                 |
| الناتج المحلي الإجمالي الاسمي للفرد دولار أمريكي          | 7.12 ألف              |                                             |
| الناتج المحلي الإجمالي للفرد دولار أمريكي                 | 10.88 ألف             | 15.60 ألف                                   |
| مؤشر التنمية البشرية                                      | 0.724                 | 0.724                                       |
| رمز المكالمات الدولي                                      | +1767                 | +218                                        |
| رمز الإنترنت                                              | .dm                   | .ly                                         |
| المنطقة الزمنية                                           | 00، توقيت أطلنطي موحد | ت ع م+02:00، توقيت شرق أوروبا               |

## منظمات دولية مشتركة
يشترك البلدان في عضوية مجموعة من المنظمات الدولية، منها:
| علم المنظمة | اسم المنظمة                        | تاريخ انضمام دومينيكا | تاريخ انضمام ليبيا |
| ----------- | ---------------------------------- | --------------------- | ------------------ |
|             | مؤسسة التنمية الدولية              | 29 سبتمبر 1980        | 1 أغسطس 1961       |
|             | يونسكو                             | 9 يناير 1979          | 27 يونيو 1953      |
|             | وكالة ضمان الاستثمار متعدد الأطراف | 7 أكتوبر 1991         | 5 أبريل 1993       |
|             | الأمم المتحدة                      | 18 ديسمبر 1978        | 14 ديسمبر 1955     |
|             | الاتحاد البريدي العالمي            | ?                     | ?                  |
|             | البنك الدولي للإنشاء والتعمير      | 29 سبتمبر 1980        | 17 سبتمبر 1958     |
|             | الاتحاد الدولي للاتصالات           | 28 أكتوبر 1996        | 3 فبراير 1953      |
|             | منظمة حظر الأسلحة الكيميائية       | ?                     | ?                  |
|             | مؤسسة التمويل الدولية              | 29 سبتمبر 1980        | 18 سبتمبر 1958     |
|             | منظمة الشرطة الجنائية الدولية      | ?                     | ?                  |

## وصلات خارجية
- موقع وزارة الخارجية الليبية